# The Bard’s Song (In the Forest)
The Bard’s Song (In the Forest) – singel grupy muzycznej Blind Guardian promujący kolejny album Live.
Oprawa graficzna: Leo Hao, Nikolay 'Dr. Venom' Simkin, Dennis 'Sir' Kostroman, Axel Jusseit.

## Utwory
1. Bard Song – New Studio Recording 3:30
2. Bard Song – Live in Milano (October 10th 2002) 4:32
3. Bard Song – Live in Munich (May 5th 2002) 4:29
4. Bard Song – Live in Madrid (June 4th 2002) 4:30
5. Multi Media Track: Video – Bard Song – Live in Stuttgart (May 6th 2002) 4:18

## Skład
- Hansi Kürsch – wokal
- André Olbrich – gitara prowadząca
- Marcus Siepen – gitara rytmiczna
- Thomen Stauch – perkusja